# Верхний констриктор глотки
Ве́рхний констри́ктор гло́тки (лат. musculus constrictor pharyngis superior) — мышца — сжиматель глотки человека. Кроме верхнего констриктора имеются другие сжиматели глотки: нижний и средний констрикторы глотки и мышцы — подниматели глотки: шилоглоточная и трубно-глоточная.

## Общие сведения
Верхний констриктор глотки — поперечно-полосатая, произвольная (то есть может управляться сознанием) мышца. Она состоит из четырёх частей:
- крылоглоточной (лат. pars pterygopharyngea) (начинается от крючка и заднего края медиальной пластинки крыловидного отростка);
- щёчноглоточной (лат. pars buccopharyngea) (начинается от крыловидно-нижнечелюстного шва, лат. raphe pterygomandibulare);
- челюстноглоточной (лат. pars mylopharyngea) (начинается от заднего конца челюстно-подъязычной линии (лат. linea mylohyoidea mandibulae) нижней челюсти);
- языкоглоточной (лат. pars glossopharyngea) (начинается от корня языка).

Имеет форму четырёхугольной пластинки. Мышечные пучки верхнего констриктора глотки идут горизонтально по боковой стенке глотки к задней стенке и соединяются с пучками мышцы противоположной стороны в шве глотки.

## Функция
Главная функция верхнего констриктора глотки заключается в сужении просвета глотки (совместно со средним и нижним констрикторами). При поступлении болюса (пищевого комка или жидкости) в глотку, продольные мышцы-подниматели поднимают глотку кверху, а констрикторы глотки сокращаются последовательно от верхнего констриктора к нижнему, в результате чего пищевой комок проталкивается по направлению к пищеводу.

## Источник
Сапин М. Р. Анатомия человека. В двух томах. Том 1.